# Eishockey-Weltmeisterschaft der Junioren 1975
Die Spiele der zweiten inoffiziellen Eishockey-Junioren-Weltmeisterschaft im Jahre 1975 fanden im Zeitraum vom 26. Dezember 1974 bis zum 5. Januar 1975 in Kanada und den USA statt. Von der Internationalen Eishockey-Föderation wird sie nicht in ihren Statistiken geführt, da sie nicht der Veranstalter war. Kanada wurde durch ein All-Star-Team der Western Canada Hockey League repräsentiert. Weltmeister wurde wie im Vorjahr das Team der Sowjetunion.

## Turnier

### Spiele und Abschlusstabelle
| Pl. |                  | Sowjetunion 1955 | Kanada | Schweden | Tschechoslowakei | Finnland | Vereinigte Staaten | Sp | S | U | N | Tore  | Punkte |
| --- | ---------------- | ---------------- | ------ | -------- | ---------------- | -------- | ------------------ | -- | - | - | - | ----- | ------ |
| 1.  | UdSSR            |                  | 4:3    | 6:2      | 5:1              | 4:1      | 3:1                | 5  | 5 | 0 | 0 | 22: 8 | 10: 0  |
| 2.  | Kanada           | 3:4              |        | 10:2     | 3:0              | 2:1      | 9:3                | 5  | 4 | 0 | 1 | 27:10 | 08: 2  |
| 3.  | Schweden         | 2:6              | 2:10   |          | 2:2              | 5:3      | 7:3                | 5  | 2 | 1 | 2 | 18:24 | 05: 5  |
| 4.  | Tschechoslowakei | 1:5              | 0:3    | 2:2      |                  | 1:1      | 5:0                | 5  | 1 | 2 | 2 | 09:11 | 04: 6  |
| 5.  | Finnland         | 1:4              | 1:2    | 3:5      | 1:1              |          | 4:2                | 5  | 1 | 1 | 3 | 10:14 | 03: 7  |
| 6.  | USA              | 1:3              | 3:9    | 3:7      | 0:5              | 2:4      |                    | 5  | 0 | 0 | 5 | 09:28 | 00:10  |

## Beste Scorer
Abkürzungen: GP = Spiele, G = Tore, A = Assists, Pkt = Punkte, +/− = Plus/Minus, SM = Strafminuten; Fett: Turnierbestwert
| Spieler               | Team             | GP | G | A | Pkt | SM |
| --------------------- | ---------------- | -- | - | - | --- | -- |
| Boris Tschutschin     | UdSSR            | 5  | 4 | 4 | 8   |    |
| Dag Bredberg          | Schweden         | 5  | 4 | 4 | 8   |    |
| Dale McMullin         | Kanada           | 5  | 3 | 5 | 8   |    |
| Wladimir Kutscherenko | UdSSR            | 5  | 0 | 8 | 8   |    |
| Emil Mészáros         | Schweden         | 5  | 4 | 3 | 7   |    |
| Kent Nilsson          | Schweden         | 5  | 4 | 2 | 6   |    |
| Bryan Trottier        | Kanada           | 5  | 4 | 2 | 6   |    |
| Mel Bridgman          | Kanada           | 5  | 4 | 1 | 5   | 9  |
| Viktors Hatuļevs      | UdSSR            | 5  | 4 | 1 | 5   |    |
| Mark Davidson         | Kanada           | 5  | 3 | 2 | 5   |    |
| Peter Šťastný         | Tschechoslowakei | 5  | 3 | 2 | 5   |    |
| Matti Hagman          | Finnland         | 5  | 3 | 2 | 5   |    |

## Titel
| Weltmeister UdSSR | Sergei Abramow, Boris Alexandrow, Sergei Babariko, Sergei Babinow, Alexander Baldin, Boris Barabanow, Sinetula Biljaletdinow, Waleri Bragin, Dmitri Fedin, Witali Filippow, Viktors Hatuļevs, Alexander Iwanow, Fjodor Kanareikin, Wladimir Kutscherenko, Sergei Lantratow, Wladimir Myschkin, Wassili Perwuchin, Sergei Schepelew, Alexander Sotow, Anatoli Stepanow, Boris Tschutschin, Wiktor Wachruschew Trainerstab: Juri Morosow, Igor Tusik |

| Silber Kanada | Danny Arndt, Rick Blight, Mel Bridgman, Blair Davidson, Mark Davidson, Rob Flockhart, Kyle Greenbank, Larry Hendrick, Rick Hodgson, Ralph Klassen, Rick Lapointe, Bryan Maxwell, Kevin McCarthy, Terry McDonald, Dale McMullin, Jim Minor, Clayton Pachal, Robin Sadler, Barry Smith, Doug Soetaert, Ed Staniowski, Brian Sutter, Bryan Trottier, Greg Vaydik Trainer: Jack McLeod |

| Bronze Schweden | Mats Abrahamsson, Åke Andersson, Torbjörn Andersson, Jan Asplund, Bo Berglund, Dag Bredberg, Jan Eriksson, Hans Eriksson, Robin Eriksson, Robert Frestadius, Thomas Gradin, Björn Johansson, Glenn Johansson, Jan Kock, Göran Lindblom, Bengt Lundholm, Emil Mészáros, Kent Nilsson, Torbjörn Nilsson, Jörgen Pettersson, Anders Steen, Jan-Ove Viberg Trainer: Lennart Johansson |

## Auszeichnungen
Spielertrophäen
| Auszeichnung       | Spieler          | Team   |
| ------------------ | ---------------- | ------ |
| Bester Torhüter    | Ed Staniowski    | Kanada |
| Bester Verteidiger | Sergei Babinow   | UdSSR  |
| Bester Stürmer     | Viktors Hatuļevs | UdSSR  |

All-Star-Team
| Angriff:      | Dale McMullin – Viktors Hatuļevs – Boris Alexandrow |
| Verteidigung: | Rick Lapointe – Wladimir Kutscherenko               |
| Tor:          | Wladimir Myschkin                                   |